# Impatiens hawkeri
Impatiens hawkeri är en balsaminväxtart som beskrevs av William Bull. Impatiens hawkeri ingår i släktet balsaminer, och familjen balsaminväxter. Inga underarter finns listade i Catalogue of Life.

## Bildgalleri

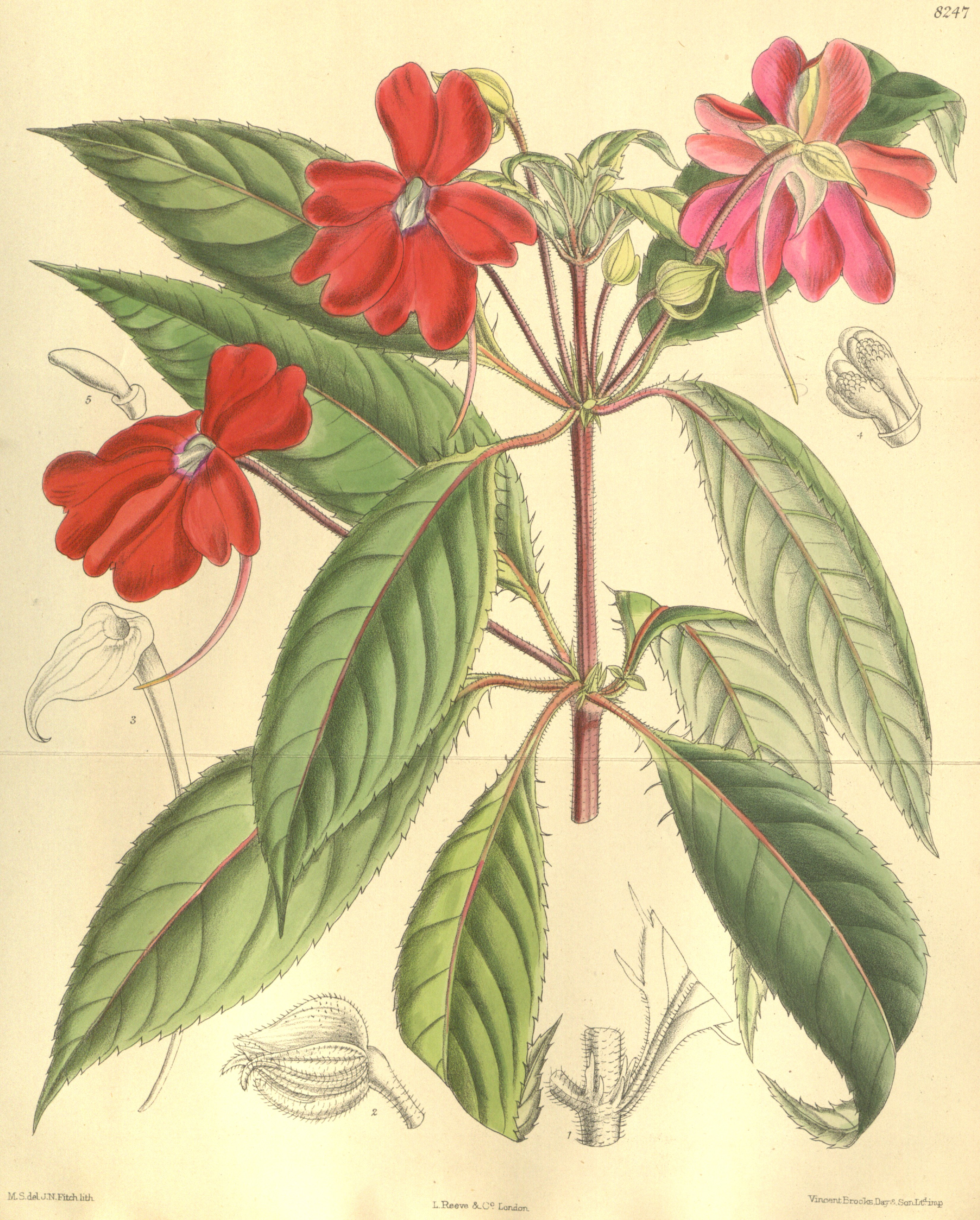
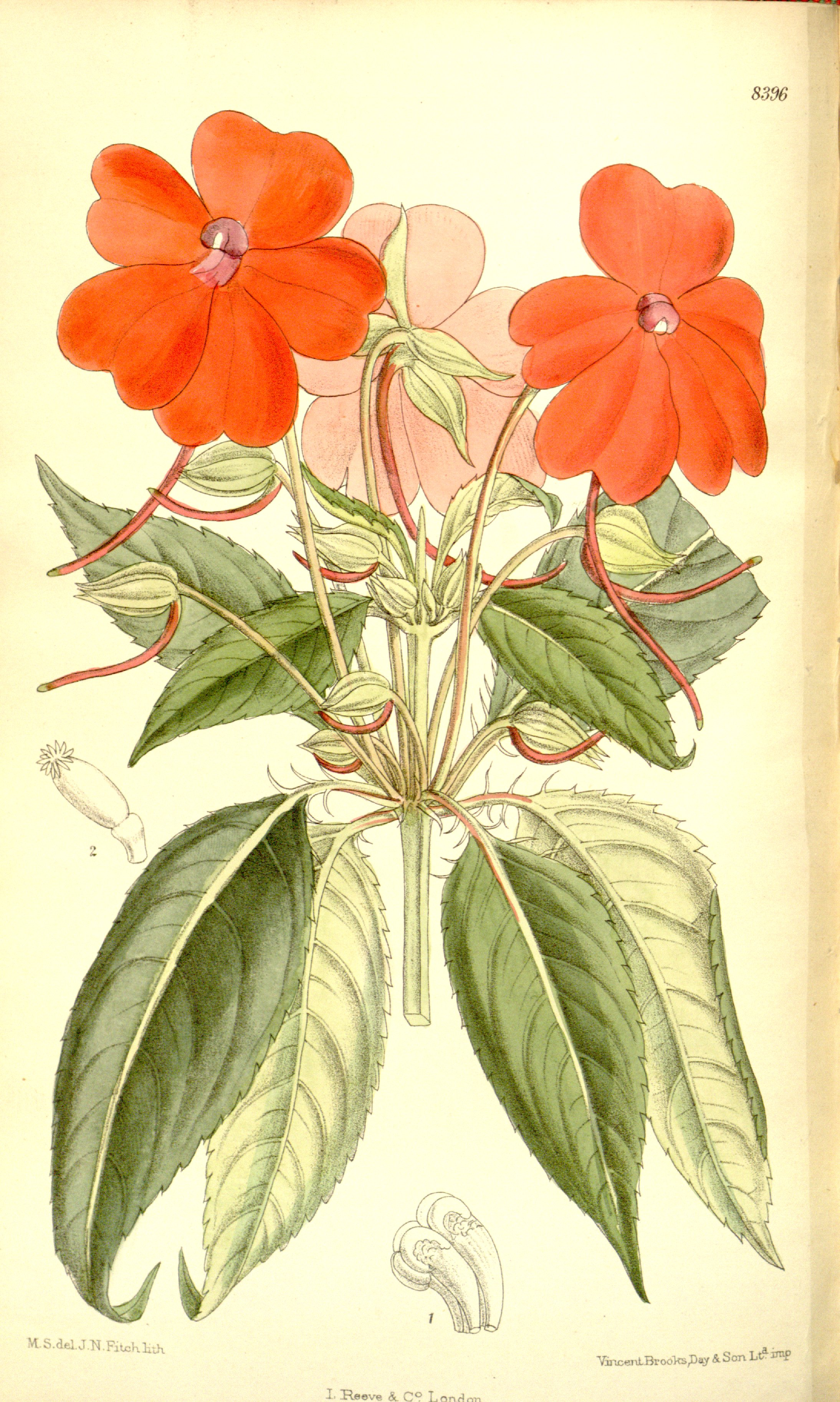
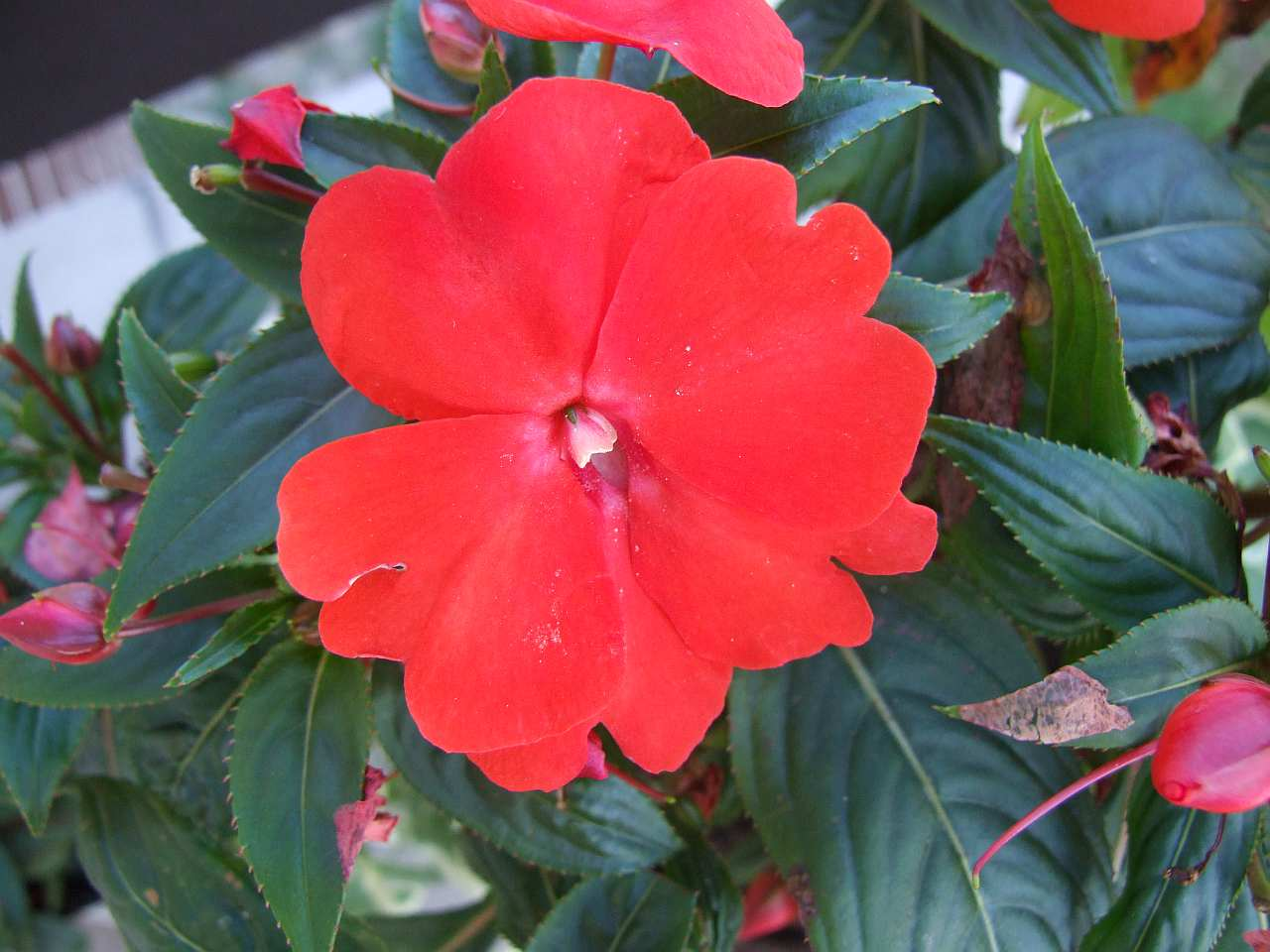
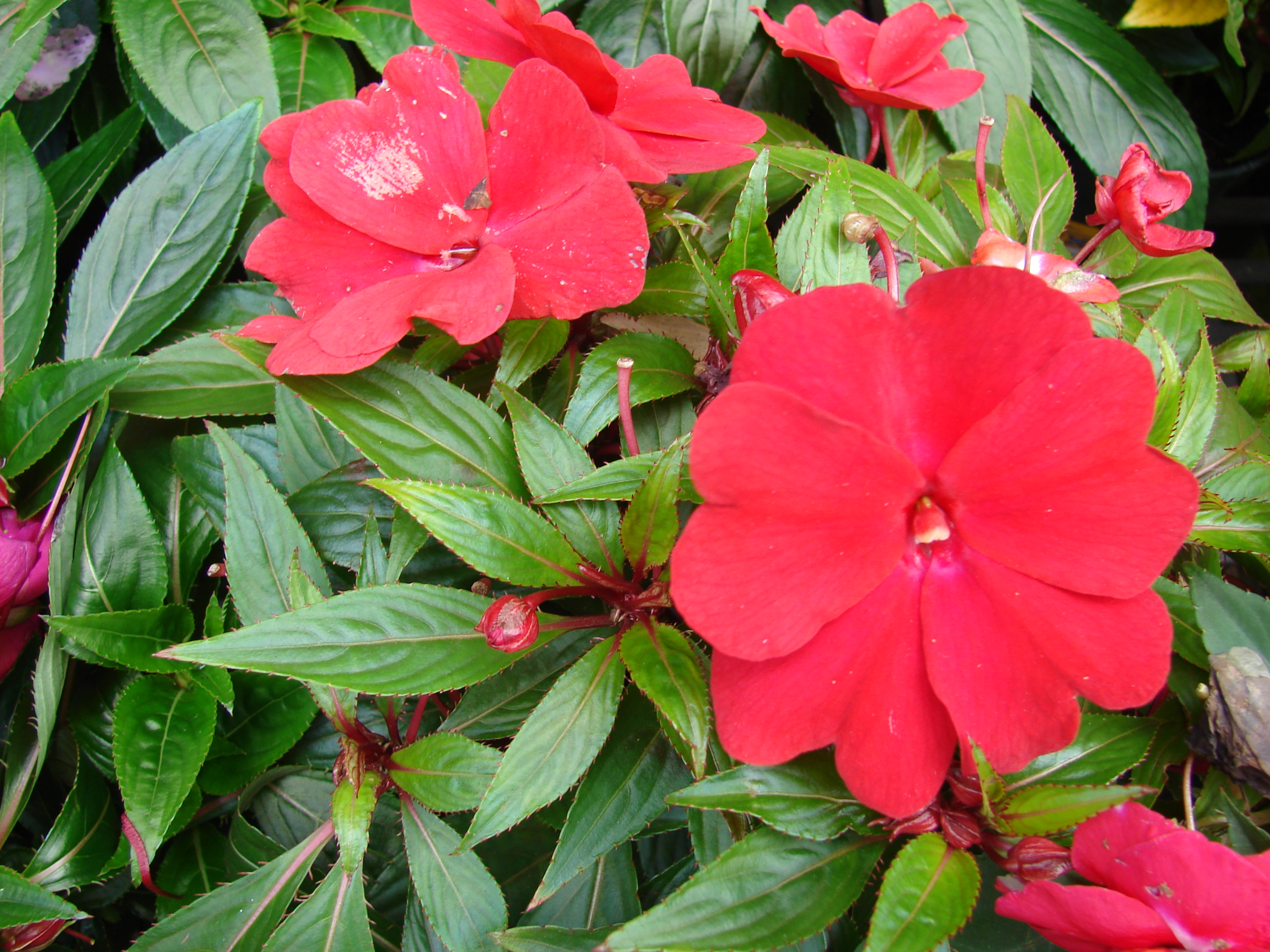
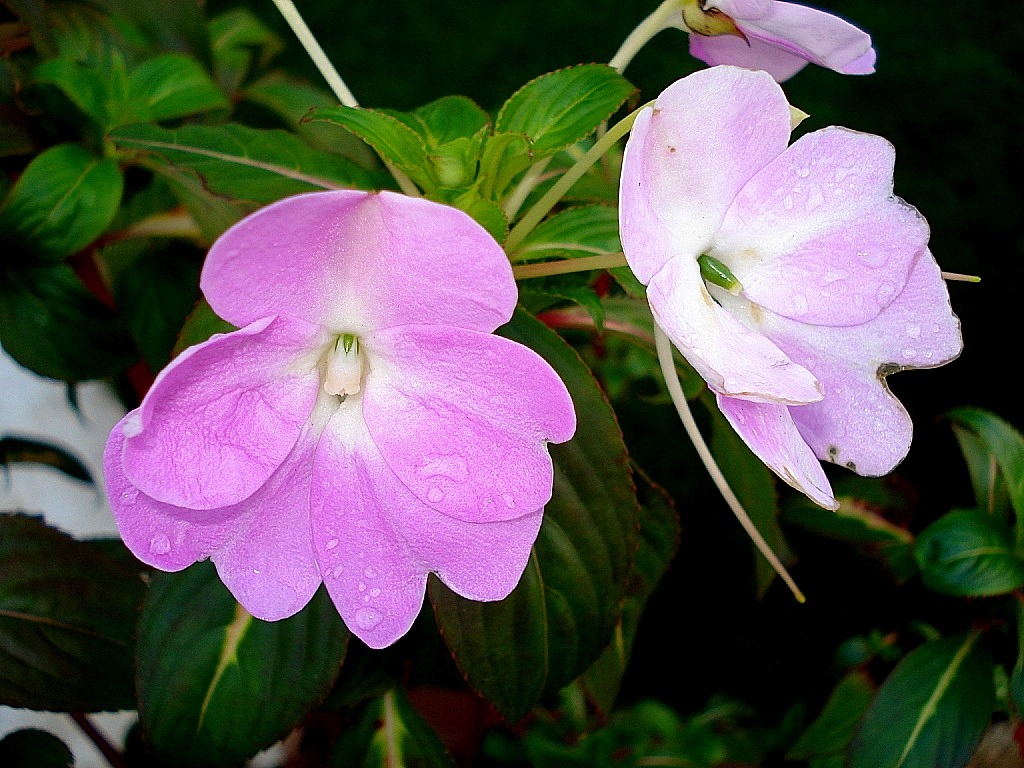
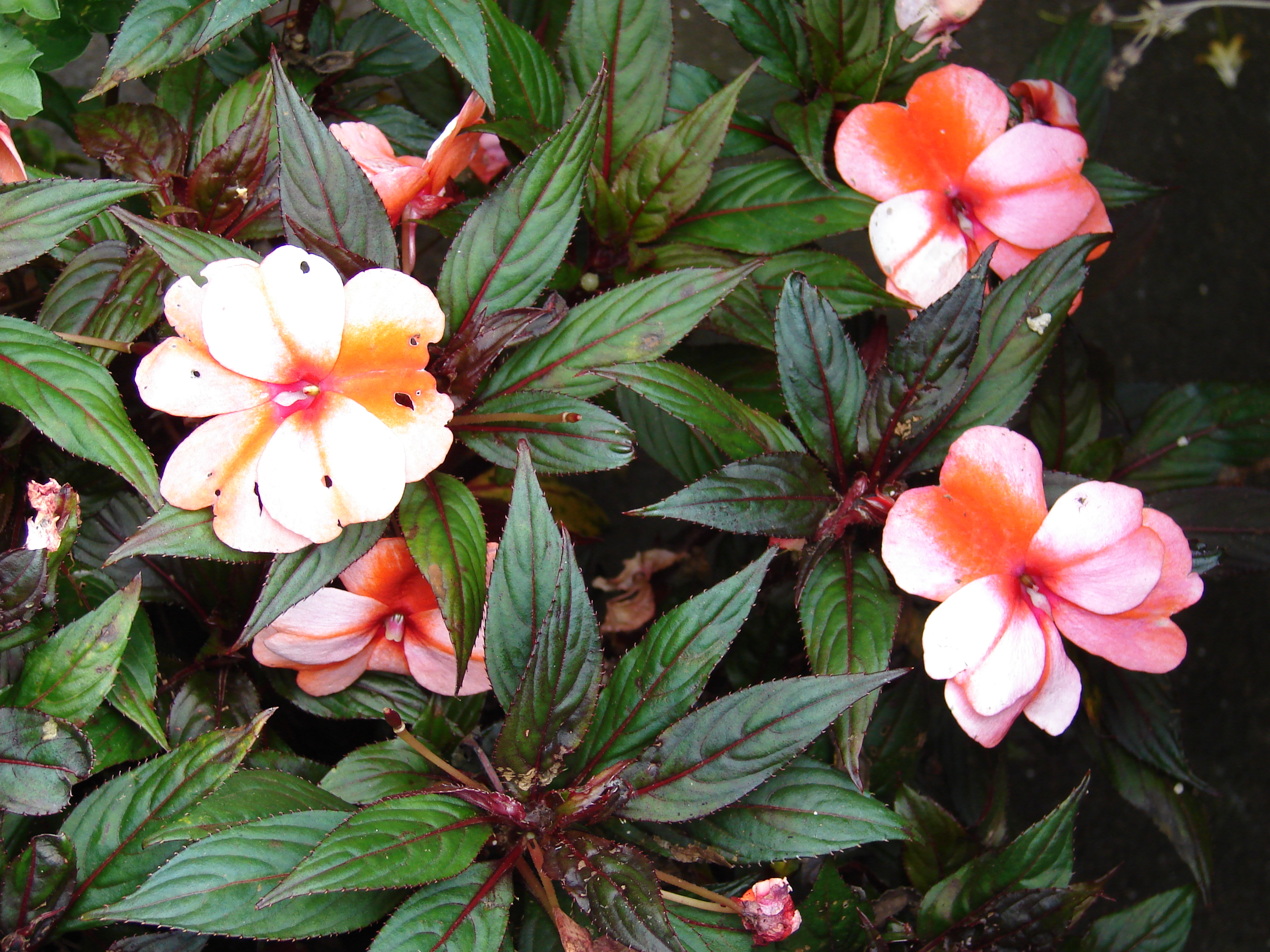